# Tiszaszentmárton
Tiszaszentmárton is een plaats (község) en gemeente in het Hongaarse comitaat Szabolcs-Szatmár-Bereg. Tiszaszentmárton telt 1270 inwoners (2001).